# Christian Colbjørnsen
Christian Colbjørnsen (ur. 29 stycznia 1749 w Romerike (Norwegia), zm. 17 grudnia 1814) – duński polityk i prawnik.
Colbjørnsen został w roku 1786 sekretarzem komisji landbokommissionen, a w 1788 roku generalnym prokuratorem Danii. Był wolnomyślicielem, człowiekiem Oświecenia i reformatorem. Dekretem z 27 września 1799 złagodził cenzurę.
W latach 1802–1814 był przewodniczącym Sądu Najwyższego Danii i Norwegii.